# 赫爾穆特·揚

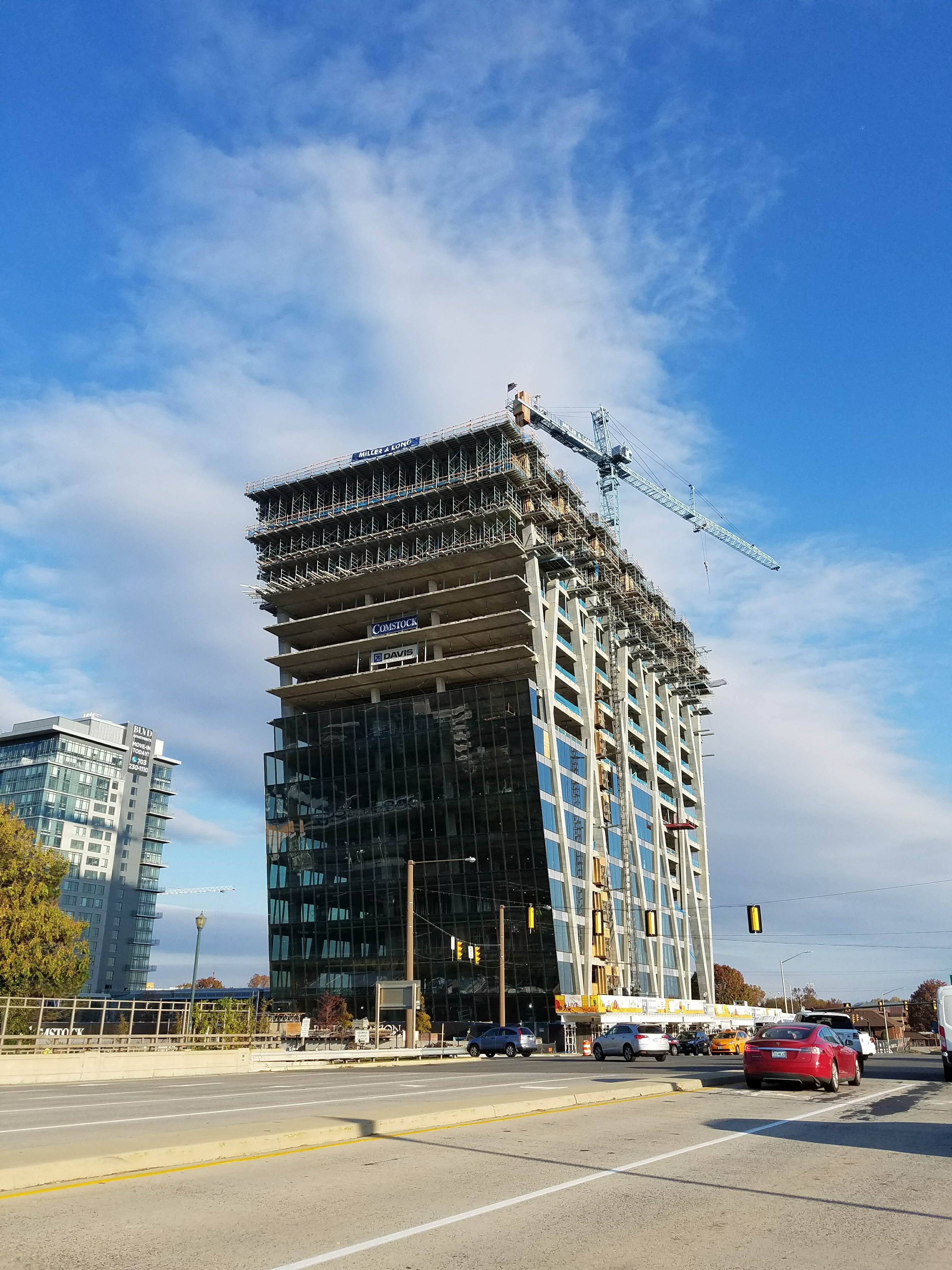
1900雷斯頓都會廣場

赫尔穆特·扬（英語：Helmut Jahn，1940年1月4日—2021年5月8日）是居住在芝加哥的德裔美籍建築師，以德國柏林波茨坦廣場的索尼中心等建築之設計而聞名。德國法蘭克福的會展之塔（Messeturm）；賓夕法尼亞州費城的自由廣場一號（One Liberty Place）；泰國曼谷的國際機場素萬那普機場（Suvarnabhumi Airport）皆是他設計的建築。近年作品有一棟位於紐約市的住宅大樓，2016年西大街50號，2017年德國罗特韦尔的蒂森克虜伯測試塔。2021年5月8日，賈恩于离家不远的坎普顿希尔斯遭遇车祸，不幸去世，享年81岁。